# Энглер, Джон Мэтиас
Джон Мэтиас Энглер (англ. John Mathias Engler; род. 12 октября 1948, Маунт-Плезант, Мичиган) — американский политик, член республиканской партии, губернатор штата Мичиган с 1991 по 2003 год.
В 1971 году окончил Университет штата Мичиган (изучал экономику сельского хозяйства), получил степень доктора права в 1981 году. Избирался в Палаты представителей Мичигана, в 1979 стал сенатором штата.